# Agrius triangularis
Agrius triangularis är en fjärilsart som beskrevs av Holland 1900. Agrius triangularis ingår i släktet Agrius och familjen svärmare. Inga underarter finns listade i Catalogue of Life.